# Dave (film)
A Dave 1993-ban bemutatott amerikai filmvígjáték, melynek írója Gary Ross, rendezője Ivan Reitman, főszereplői pedig Kevin Kline (kettős szerepben), Sigourney Weaver, Frank Langella, Kevin Dunn, Ving Rhames, Ben Kingsley és Laura Linney. Ross-t Oscar-díjra jelölték a forgatókönyvért, ami Anthony Hope The Prisoner of Zenda (Zenda rabja) című regénye alapján készült. Szintén vannak hasonlóságai a filmnek George M. Cohan 1932-es, a The Phantom President (A fantom elnök) című filmjével. Kevin Kline játékát Golden Globe-díjra jelölték.

## Cselekmény
Dave Kovic (Kevin Kline) egy ideiglenes munkaközvetítő irodát működtet Georgetownban, Washingtonban. Másodállásban William Harrison „Bill” Mitchell elnök (Kevin Kline) hasonmásaként lép fel, akire rendkívüli módon hasonlít. Mitchell főtanácsadója, a fondorlatos Bob Alexander (Frank Langella) megbízza Dave-et, hogy játssza el Mitchell elnök szerepét, fedezve ezzel annak házasságon kívüli viszonyát a Fehér Házban dolgozó Randivel (Laura Linney).
Amikor az igazi elnök szeretőjénél agyvérzést kap és kómába esik, Bob Alexander meglátja az ügyben a lehetőséget. A kommunikációs főnök, Alan Reed (Kevin Dunn) egyetértésével titokban tartják az elnök egészségi állapotát. Ezután ráveszik Dave-et, hogy továbbra is játssza az elnök szerepét, azt állítva neki, hogy az egész ország szenvedné meg, ha az igazság kiderülne, valamint Gary Nance (Ben Kingsley) alelnök, akiről azt állítják, mentálisan beteg, át akarná venni az elnöki posztot. Nance egyáltalán nem beteg, épp ellenkezőleg, ő egy becsületes politikus, aki többször is megakadályozta az igazi Mitchell elnök „piszkos” ügyeit. Ennek köszönhetően az alelnököt sorozatos diplomáciai körutakra küldték, hogy távol tartsák a Fehér Háztól.
Alexander és Reed mellett csak a testőr, Duane Stevenson (Ving Rhames), és az orvosi személyzet – akik Mitchell elnök ápolását látják el a Fehér Ház alagsorában – tudja az igazságot. Sem Mitchell szeretőjét, Randit, sem a First Lady-t, Ellen Mitchellt (Sigourney Weaver) nem avatják be a cserébe.
Alexander rövid távú terve az, hogy Dave irányításával ő gyakorolja az elnöki hatalmat, mint meghatalmazott. Hosszú távon pedig törvénytelen tettei miatt Nance alelnök eltávolítása után ő maga venné át az alelnöki posztot, végül pedig az elnöki széket. Mivel a jelentéseket Nance tudtán kívül meghamisították, terve egyszerűnek tűnik. Azonban Dave fokozatosan a saját útját kezdi járni, amivel újjáéleszti Mitchell népszerűségét és zavarba ejti a washingtoni médiát (számos ismert személyiség jelenik itt meg saját szerepében) és a First Lady-t is, aki a nagyközönség előtt támogatja férjét, ám ez csak álcája kettejük rossz kapcsolatának a magánéletben. Ellen hamar leleplezi a trükköt, és ráveszi Duane-t, hogy vigye el őt az igazi Mitchell elnökhöz, aki várhatóan már csak rövid ideig marad életben. Ellen összeomlik és úgy dönt, elhagyja a Fehér Házat. Dave felajánlja segítségét, és mindketten megszöknek egy kölcsönkapott autóval. Beszélgetésük során – hogy mit tenne Dave, ha továbbra is esélyt kapna a kormányzásra – Ellen rájön, hogy ő valóban segíteni szeretne az embereken, és nem a saját céljai vezérlik. Beleegyezik, hogy visszatérjenek a Fehér Házba, és fenntartsák a látszatot. Útközben Dave áthajt egy piros lámpán, ezért megállítják őket a rendőrök. Miután előadnak egy jelenetet, mely szerint ők az elnöki párost utánzó színészek, a rendőrök elengedik őket. Visszaérve a Fehér Házba, nem tudnak az alagutakon keresztül bejutni, így a főbejáraton át térnek haza, meglepve ezzel az őrt.
Dave rájön, hogy több szövetségese is van, mint várta. Alexander ellen fordítja saját tervét, maga mellé állítva Reedet, Ellen Mitchellt és régi barátját, Murray Blumot (Charles Grodin). Murray könyvelőként segít Davenek átszervezni a nemzeti költségvetést, hogy megtakarítson 650 millió dollárt egy gyermekotthon megmentésére, amit a First Lady támogatott, ám Alexander meg akart vétózni. Eközben egy kabinetülésen is megmutatja mennyivel jobb színész, mint azt hitték róla. Nem csak hogy véget vet Alexander ellenkezéseinek (ténylegesen megalázva őt), de eléri, hogy mind a kabinet tagjai, mind a jelenlévő sajtó képviselői is éljenezve fogadják azokat a takarékossági intézkedéseket, melyek a gyermekotthon megmentéséhez szükségesek. Amikor Alexander rájön, hogy Dave már nem az ő bábja, megfenyegeti őt, hogy felfedi kilétét, de Reed Dave mellé áll és rámutat, hogy ezzel maga Alexander is sokat veszíthet. Dave ezután sajtókonferenciát tart, ahol kirúgja Alexandert és teljes foglalkoztatási programot hirdet a Kongresszus előtt.
Végül Dave találkozik a hazatérő Nance alelnökkel, aki megfeddi Mitchell-t, amiért pénzügyi botrányba keverte őt. Dave rájön, hogy a barátságos Nance egyáltalán nem beteg, pusztán csak Alexander használta ki. Megdöbbenve ezen Dave azt is felfedezi, hogy Mitchell baklövéseit Alexander hárította szándékosan Nance-re, hogy saját ügyeit fedezze.
Bob Alexander megpróbálja lejáratni Dave-et azzal, hogy belekeveri egy pénzügyi botrányba, de ebben az ügyben, ahogy Dave megtudja Reedtől, az igazi Mitchell elnök valóban bűnös. Ezzel párhuzamosan Alexander a saját elnöki jelölését kezdi reklámozni.
A nagy dobra vert pénzügyi botrány ellenére Dave visszautasítja a meghirdetett foglalkoztatási javaslatának elvetését. Később ő és Nance alelnök elbeszélgetnek egymással: Dave megtudja, hogyan kezdte Nance a politikai pályafutását. Nance elmondja, hogy mindig is érdekelte a politika, és miután évekig csak panaszkodott a városi önkormányzat munkájára, felesége bátorítására elhatározta, hogy jelölteti magát képviselőnek. Megtakarított kétezer dollárjukból kezdte politikai karrierjét a városi tanácsban, amit Dave őszinte tisztelettel dicsér, bár ő maga is egy elégedetlen cipőeladóként kezdte. Dave és Ellen Mitchell egyetértenek abban, hogy Nance őszinte és a közérdeket szem előtt tartó ember, és megfelelő elnök lenne belőle.
A teljes Kongresszus előtt Dave Mitchell elnök szerepében beismeri a pénzügyi botrányban játszott szerepét, de Reed segítségével bizonyítékokat mutat be arról, hogy az egésznek Alexander volt az irányítója és Nance ártatlan. Az egészet azzal pecsételi meg, hogy Nance felé fordulva nyilvánosan bocsánatot kér tőle és kiemeli polgári értékeit. Miközben hivatalosan is bocsánatot kér az egész nemzettől, Dave agyvérzést színlel és kórházba viszik. A mentőautóban Dave-et kicserélik az igazi Mitchell elnökre, őt viszik tovább a kórházba. A mentőben Dave már civil ruhában elköszön Duane-tól, aki elmondja, hogy felfogna egy golyót Dave megmentéséért. Eközben Ellent is a kórházba hozzák, aki még látja Dave-et elsétálni a távolban.
A hírekben bemondják, hogy Mitchell újra agyvérzést kapott, ezúttal komolyabbat, és a 25. alkotmánykiegészítés alapján cselekvőképtelennek nyilvánították. Öt hónappal később Mitchell meghal és az Arlington nemzeti temetőben temetik el. A trükk leleplezetlen maradt, bár Bob Alexandert később letartóztatták és vád alá helyezték, de nincs arra utalás, hogy felfedte volna a titkot, mivel ha így tesz, az is az ő felelőssége lenne. Nance lesz az új elnök, Reed-et megteszi főtanácsadójává, és megígéri, hogy folytatja „Mitchell” foglalkoztatási programját. Beiktatásán elmondja, hogy ez még mindig Bill Mitchell elnöki ciklusa, és Dave kormányzásának szellemében fogja folytatni a munkát.
Dave eközben saját kampányát szervezi a városi tanácsban, ahogy Nance is kezdte pályafutását egykor. Murrayt és a saját irodai személyzetét alkalmazza a kampányban, miközben továbbra is segít az embereknek munkát találni. A megözvegyült Ellen Mitchell elmegy Dave irodájába, ami ekkor a kampány szóróanyagaival van tele, munkát kér és megcsókolja őt. Ahogy az iroda ajtaja becsukódik mögöttük, Duane áll elé egy Szavazz Kovic-ra jelvényt viselve.

## Szereplők

### Főszereplők
- Kevin Kline – Dave Kovic/Bill Mitchell elnök
- Sigourney Weaver – Ellen Mitchell
- Frank Langella – Bob Alexander
- Kevin Dunn – Alan Reed
- Ving Rhames – Duane Stevenson
- Ben Kingsley – Gary Nance alelnök
- Charles Grodin – Murray Blum
- Faith Prince – Alice
- Laura Linney – Randi

### Vendégszereplők

#### Politikusok
- Christopher Dodd szenátor (Connecticut, demokrata)
- Tom Harkin szenátor (Iowa, demokrata)
- Frank Mankiewicz (korábbi elnöki kampányszervezője volt Robert F. Kennedynek és George McGovern-nek)
- Howard Metzenbaum szenátor (Ohio, demokrata)
- Abner J. Mikva nyugalmazott szövetségi bíró és a Kongresszus tagja (Illinois, demokrata, ő játssza a főbírót, aki Nance-t elnökké avatja)
- Thomas P. 'Tip' O'Neill  (Massachusetts, demokrata)
- Arnold Schwarzenegger – abban az időben még nem viselt közhivatalt; később Kalifornia kormányzója volt republikánus színekben, valamint (Ronald Reagan és George H. W. Bush idején az Elnöki Tanács Fizikai és Sport Tanácsának elnöke)
- Paul Simon szenátor (Illinois, demokrata)
- Alan Simpson szenátor (Wyoming, republikánus, jelenleg visszavonult)

#### Médiaszemélyiségek
- Frederic W. Barnes
- Eleanor Clift
- Bernard Kalb
- Larry King
- Michael Kinsley
- Morton Kondracke
- Jay Leno
- Chris Matthews
- John McLaughlin
- Robert D. Novak
- Richard Reeves
- Ben Stein
- Oliver Stone
- Kathleen Sullivan
- Jeff Tackett
- Helen Thomas
- Nina Totenberg
- Sander Vanocur
- John Yang

Mindemellett több létező politikai témájú showból származó, de kitalált részt is készítettek a film számára, mint például a The McLaughlin Group (McLaughlin, Barnes, Clift, Matthews, Kondracke), a The Tonight Show Jay Lenóval, és a Larry King Live, ahol Oliver Stone volt King interjúalanya. Stone saját maga paródiájaként egy összeesküvés elméletet közöl, melyről kiderül, hogy pontosan megegyezik a film fejleményeivel.

## Díjak, jelölések
| Év   | Eredmény | Díj                   | Kategória                                                                  |
| ---- | -------- | --------------------- | -------------------------------------------------------------------------- |
| 1994 | Nyert    | ASCAP Award           |                                                                            |
| 1994 | Jelölés  | Oscar-díj             | legjobb eredeti forgatókönyv: Gary Ross                                    |
| 1994 | Nyert    | American Comedy Award | Leghumorosabb mellékszereplő: Charles Grodin                               |
| 1994 | Jelölés  | Golden Globe-díj      | legjobb film (komédia) Legjobb színész (komédia vagy musical): Kevin Kline |
| 1994 | Jelölés  | PFS Award             | Demokrácia                                                                 |
| 1994 | Jelölés  | WGA Award             | Legjobb forgatókönyv: Gary Ross                                            |

## Fordítás
- Ez a szócikk részben vagy egészben  a   Dave (film) című angol Wikipédia-szócikk fordításán alapul.  Az eredeti cikk szerkesztőit annak laptörténete sorolja fel. Ez a jelzés csupán a megfogalmazás eredetét és a szerzői jogokat jelzi, nem szolgál a cikkben szereplő információk forrásmegjelöléseként.